# Jacques Beurlet

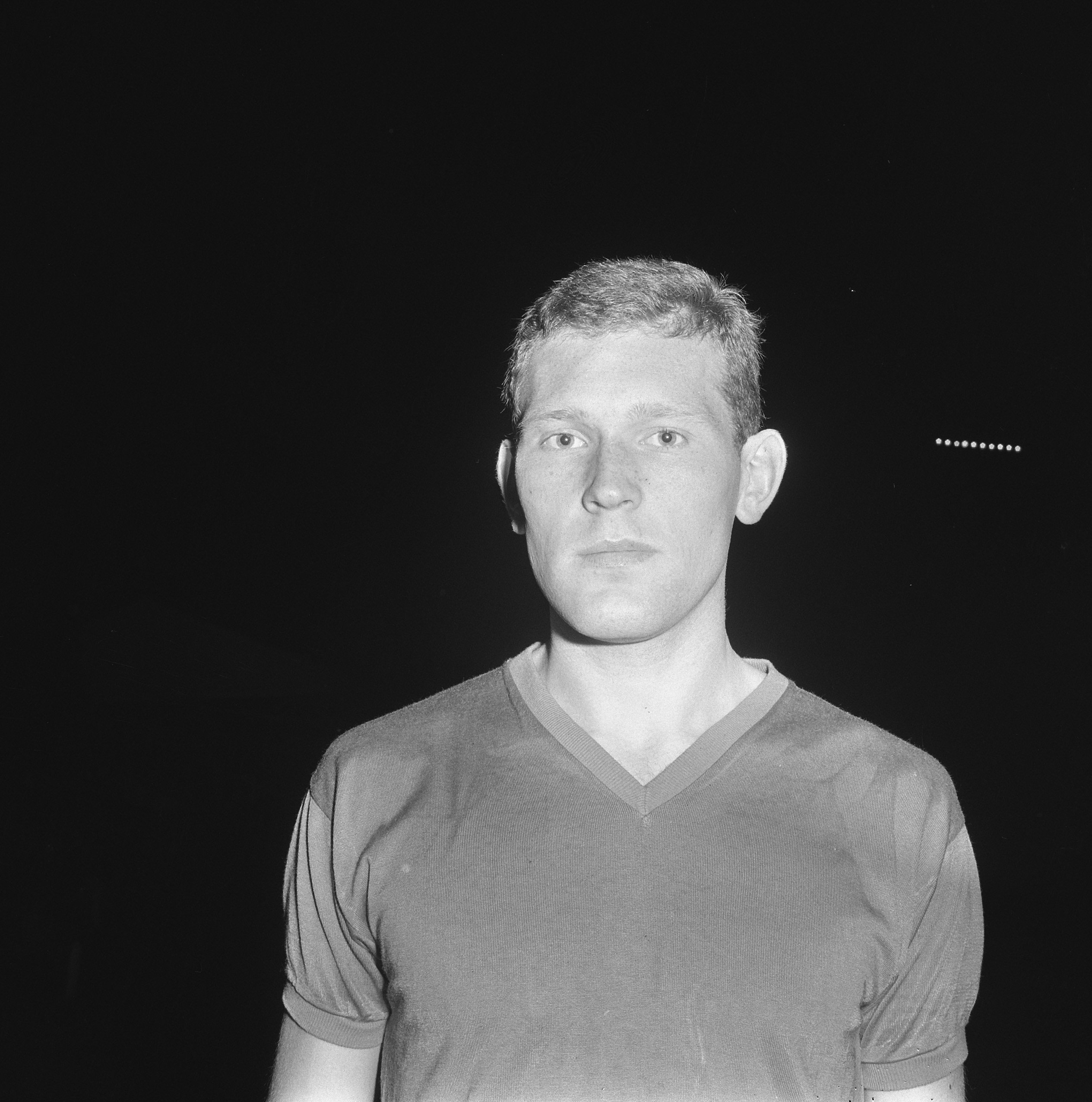
Jacques Beurlet in 1965

Jacques Beurlet (Marche-en-Famenne, 21 december 1944 – aldaar, 26 september 2020) was een Belgisch voetballer.
Beurlet speelde in de verdediging voor Standard Luik in de periode 1961-1974. Hij speelde 348 wedstrijden en scoorde 12 goals. Met zijn club werd hij viermaal Belgisch kampioen. Hiernaast speelde hij drie wedstrijden voor het Belgisch voetbalelftal in 1968/1969 in de kwalificatie voor het wereldkampioenschap voetbal 1970.